# Porter Square
Porter Square est un quartier de Cambridge et Somerville, dans le Massachusetts aux États-Unis. Plus précisément, il est situé autour de l'intersection de la Massachusetts Avenue et de la Somerville Avenue, entre Harvard Square et Davis Square.
Le quartier est un quartier asiatique, mais axé sur le Japon.